# كلورات

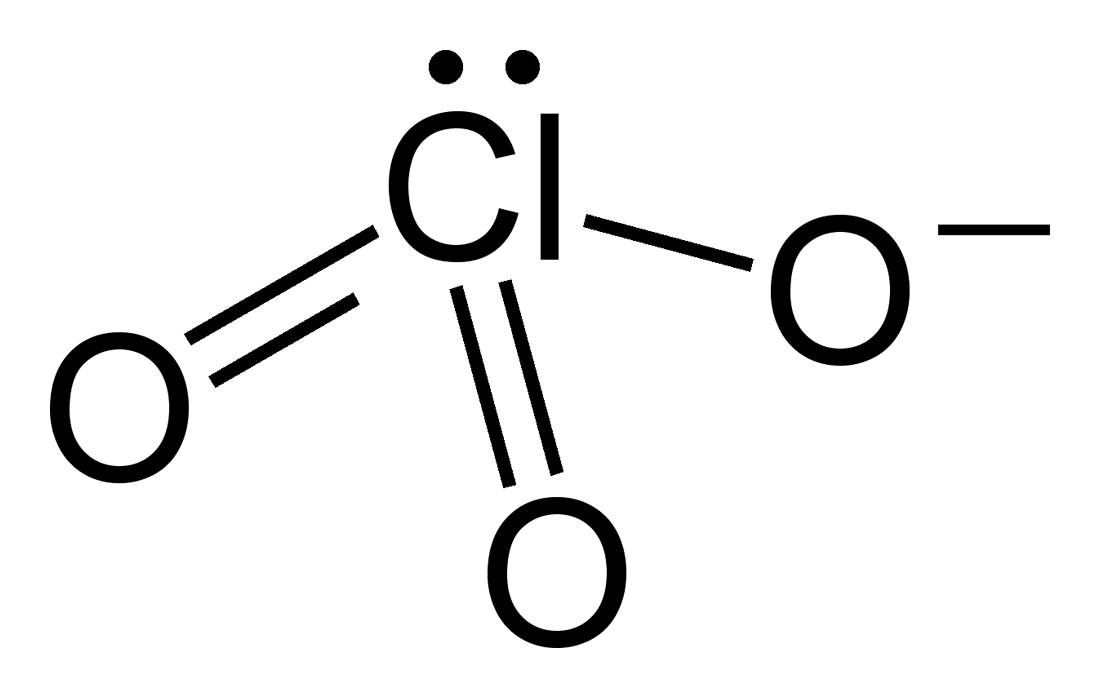
البنية والارتباط في أيون الكلورات

أيون الكلورات هو أيون سالب  له الصيغة −ClO3. تسمى المركبات الكيميائية التي تحوي هذا الأيون أيضاً بالكلورات، وهي مشتقة من حمض الكلوريك.
من الأمثلة على أملاح الكلورات مركب كلورات البوتاسيوم KClO3 وكلورات الصوديوم NaClO3.

## التحضير
تحضر أملاح الكلورات القلوية من تمرير غاز الكلور في المحلول القلوي الموافق، كما هو الحال مع كلورات البوتاسيوم:
{\displaystyle {\ce {3 Cl2 + 6 KOH -> 5 KCl + KClO3 + 3 H2O}}}
أما أملاح الكلورات الأخرى مثل كلورات الفضة فتستحصل من نظيراتها القلوية.

## الخواص
يكون عدد أكسدة الكلور في هذه الأملاح +5، بالتالي فهي تتمتع بخواص مؤكسدة جيدة. 
توجد هناك صيغ رنينية مختلفة لهذا الأيون:

## الاستخدامات
نظراً لخطورتها فإن مركبات الكلورات عموماً ذات تطبيقات عملية قليلة. 